# Amphoroidella elliptica
Amphoroidella elliptica is een pissebed uit de familie Sphaeromatidae. De wetenschappelijke naam van de soort is voor het eerst geldig gepubliceerd in 1908 door Baker.